# Puerto Rico International 2008
Die Puerto Rico International 2008 im Badminton fanden vom 7. bis zum 9. November 2008 in San Juan statt.

## Sieger und Platzierte
| Disziplin    | Gold                                | Silber                                  | Bronze                                   |
| ------------ | ----------------------------------- | --------------------------------------- | ---------------------------------------- |
| Herreneinzel | Kevin Cordón                        | Kaveh Mehrabi                           | Andrés Corpancho                         |
| Herreneinzel | Kevin Cordón                        | Kaveh Mehrabi                           | Rafael Vazquez                           |
| Dameneinzel  | Victoria Montero                    | Alejandra Monteverde                    | Cristina Aicardi                         |
| Dameneinzel  | Victoria Montero                    | Alejandra Monteverde                    | Claudia Zornoza                          |
| Herrendoppel | Antonio de Vinatea Martín del Valle | Jesús Aguilar Salvador Sánchez Martínez | Andrés López José Luis González Alcantar |
| Herrendoppel | Antonio de Vinatea Martín del Valle | Jesús Aguilar Salvador Sánchez Martínez | Mathew Fogarty David Neumann             |
| Damendoppel  | Claudia Zornoza Katherine Winder    | Cristina Aicardi Alejandra Monteverde   | Valeria Montero Victoria Montero         |
| Damendoppel  | Claudia Zornoza Katherine Winder    | Cristina Aicardi Alejandra Monteverde   | Daneysha Santana Naty Rangel             |
| Mixed        | Andrés Corpancho Katherine Winder   | Jesús Aguilar Victoria Montero          | José Luis González Alcantar Naty Rangel  |
| Mixed        | Andrés Corpancho Katherine Winder   | Jesús Aguilar Victoria Montero          | Hector Rios Keara Gonzalez               |